# Urogymnus polylepis
Este artículo trata sobre la raya gigante de agua dulce de Asia. Para la raya gigante de agua dulce de Sudamérica, véase Potamotrygon brachyura.
La raya gigante de agua dulce (Urogymnus polylepis, también conocida por el sinónimo menor Himantura chaophraya) es una especie de raya de la familia Dasyatidae. Se encuentra en grandes ríos y estuarios del sudeste asiático y Borneo, aunque históricamente puede haber estado más ampliamente distribuida en el sur y sudeste de Asia. Esta especie, el pez de agua dulce más ancho y la raya más grande del mundo, mide hasta 2,2 m de ancho y puede llegar a pesar 300 kg. Tiene un disco de aleta pectoral relativamente delgado y ovalado, más ancho en la parte anterior, y un hocico afilado con una punta saliente. Su cola es fina y en forma de látigo, y carece de pliegues en las aletas. Esta especie es de color marrón grisáceo uniforme por encima y blanco por debajo; la parte inferior de las aletas pectorales y pélvicas presentan bandas oscuras anchas distintivas en sus márgenes posteriores.
La raya gigante de agua dulce, que vive en el fondo, habita en zonas arenosas o fangosas y se alimenta de pequeños peces e invertebrados. Las hembras dan a luz vivas a camadas de una a cuatro crías, que llegan a término gracias a la histotrofina («leche uterina») producida por la madre. Esta especie se enfrenta a una fuerte presión pesquera para carne, ocio y exhibición en acuarios, así como a una gran degradación y fragmentación de su hábitat. Estas fuerzas han provocado un descenso sustancial de la población al menos en el centro de Tailandia y Camboya. Por ello, la Unión Internacional para la Conservación de la Naturaleza (UICN) ha clasificado a la raya gigante de agua dulce como especie en peligro.

## Taxonomía y filogenia
La primera descripción científica de la raya gigante de agua dulce la realizó el ictiólogo holandés Pieter Bleeker en un volumen de 1852 de la revista Verhandelingen van het Bataviaasch Genootschap van Kunsten en Wetenschappen. Su descripción se basaba en un espécimen juvenil de 30 cm de diámetro recogido en Yakarta(Indonesia). Bleeker llamó a la nueva especie polylepis, del griego poly («muchos») y lepis («escamas»), y la asignó al género Trygon (ahora sinónimo de Dasyatis). Sin embargo, en los años siguientes la descripción de Bleeker se pasó por alto en gran medida, y en 1990 la raya gigante de agua dulce fue descrita de nuevo por Supap Monkolprasit y Tyson Roberts en un número del Japanese Journal of Ichthyology, que le dieron el nombre de Himantura chaophraya, que pasó a ser de uso generalizado. En 2008, Peter Last y B. Mabel Manjaji-Matsumoto confirmaron que T. polylepis y H. chaophraya se refieren a la misma especie, y puesto que el nombre de Bleeker se publicó antes, el nombre científico de la raya gigante de agua dulce pasó a ser Himantura polylepis. Esta especie también puede denominarse raya látigo gigante de agua dulce, raya látigo gigante o raya látigo de agua dulce.
Existe un complejo de rayas de agua dulce y estuarinas similares en el sur de Asia, el sudeste asiático y Australasia que están o estaban tentativamente identificadas con U. polylepis. Los Urogymnus australianos de agua dulce se describieron como una especie separada, Urogymnus dalyensis, en 2008. Los Urogymnus de agua dulce de Nueva Guinea son probablemente U. dalyensis y no U. polylepis, aunque la confirmación está pendiente de estudio. Trygon fluviatilis de la India, descrito por Nelson Annandale en 1909, se parece mucho a U. polylepis y puede ser conespecíficocon U. polylepis.  Por otro lado, la comparación de las secuencias de ADN y aminoácidos de la raya de agua dulce entre la India y Tailandia ha revelado diferencias significativas. Por último, se necesita más investigación para evaluar el grado de divergencia entre las poblaciones de U. polylepis que habitan diversas cuencas de drenaje a lo largo de su distribución, con el fin de determinar si se justifica una mayor diferenciación taxonómica.
En cuanto a las relaciones evolutivas más amplias entre la raya gigante de agua dulce y el resto de la familia Dasyatidae, un análisis filogenético de 2012 basado en el ADN mitocondrial informó de que estaba más estrechamente relacionada con la raya puercoespín (Urogymnus asperrimus), y que a su vez formaban un clado con la raya de manglar (U. granulatus) y la raya tubícola (U. lobistoma). Este hallazgo se suma al creciente consenso de que el género Himantura sensu lato es parafilético.

## Descripción

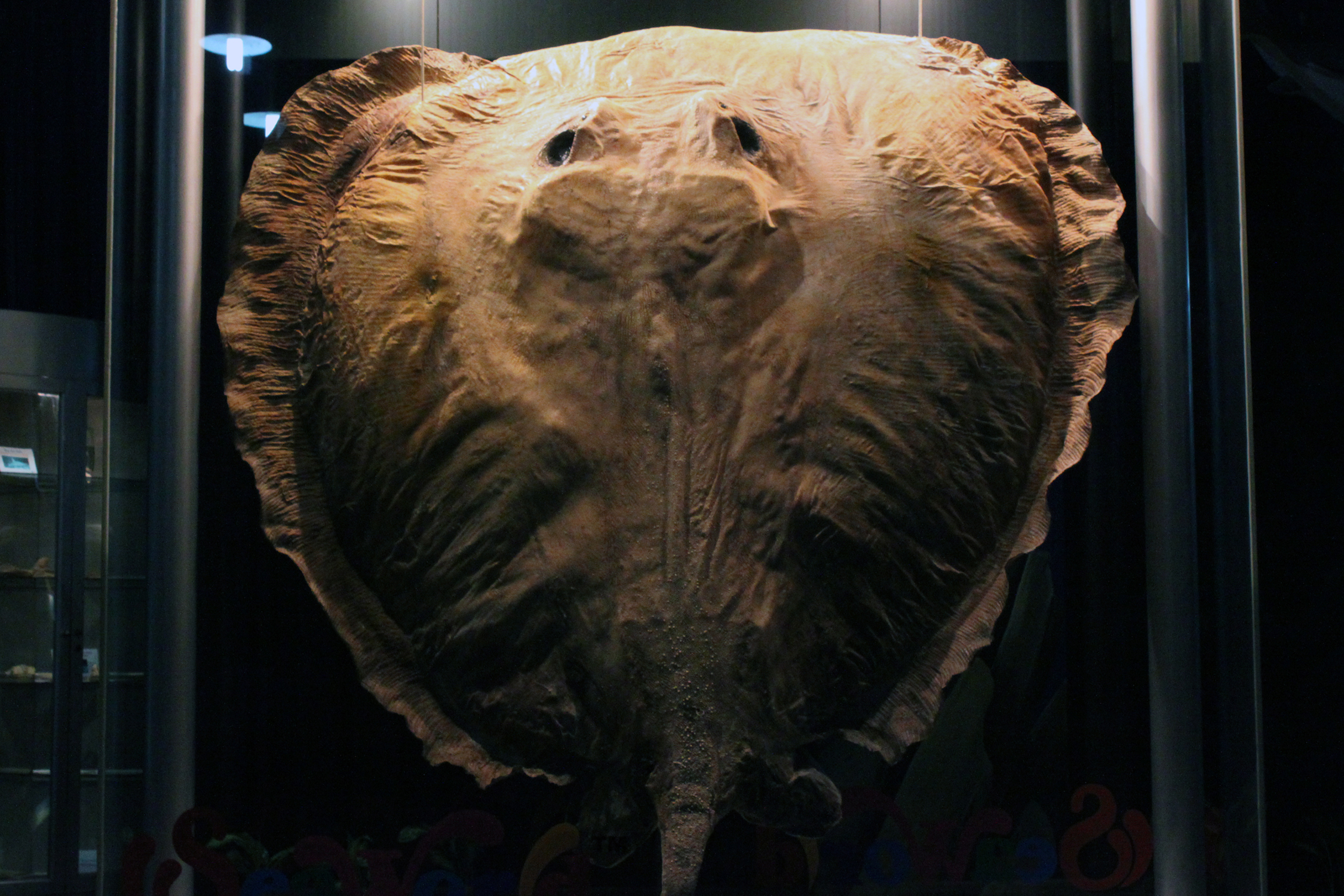
Mantarraya gigante de agua dulce conservada, mostrando la forma característica de su disco.

La raya gigante de agua dulce tiene un disco de aleta pectoral delgado y ovalado, ligeramente más largo que ancho y más ancho hacia delante. El hocico alargado tiene una base ancha y una punta afilada que sobresale del disco. Los ojos son diminutos y están muy separados; detrás de ellos hay grandes espiráculos. Entre las fosas nasales hay una corta cortina de piel con el margen posterior finamente bordeado. La pequeña boca forma un arco suave y contiene de cuatro a siete papilas (de dos a cuatro grandes en el centro y de una a cuatro pequeñas a los lados) en el suelo. Los dientes, pequeños y redondeados, están dispuestos en bandas en forma de pavimento. Hay cinco pares de hendiduras branquiales en la cara ventral del disco. Las aletas pélvicas son pequeñas y delgadas; los machos maduros tienen pinzas relativamente grandes.
La cola, fina y cilíndrica, mide entre 1,8 y 2,5 veces la longitud del disco y carece de pliegues en las aletas. En la superficie superior de la cola, cerca de la base, hay una única espina dentada con aguijón. Con una longitud de hasta 38 cm (15 pulgadas), la espina es la más grande de todas las especies de rayas. Hay una banda de tubérculos en forma de corazón en la superficie superior del disco que se extiende desde antes de los ojos hasta la base del aguijón; también hay una fila en la línea media de cuatro a seis tubérculos agrandados en el centro del disco. El resto de la superficie superior del disco está cubierto de pequeños dentículos granulares, y la cola está cubierta de espinas afiladas más allá del aguijón. Esta especie es de color marrón grisáceo liso por encima, a menudo con un tinte amarillento o rosáceo hacia los márgenes de las aletas; en vida la piel está recubierta de una capa de moco marrón oscuro. La parte inferior es blanca con anchas bandas oscuras, bordeadas de pequeñas manchas, en los márgenes de las aletas pectorales y pélvicas. La cola es negra detrás de la espina dorsal. La raya gigante de agua dulce alcanza al menos 1,9 m (6,2 pies) de ancho y 5,0 m (16,4 pies) de largo, y es probable que pueda crecer más (No es imposible que la longitud sea incluso de 10 m (33 pies), y la anchura de 5 m (16 pies)). Con informes de los ríos Mekong y Chao Phraya de individuos que pesan 500-600 kg (1.100-1.300 lb), pero no es imposible, que sea de 1.500 kg (3.300 lb), o incluso 2.000 kg (4.400 lb) - se encuentra entre los peces de agua dulce más grandes del mundo.
En junio de 2022, se informó de que un ejemplar capturado en el río Mekong había batido el récord del mayor pez estricto de agua dulce jamás documentado (las especies de esturión más grandes pueden superar con creces este tamaño, pero son anádromas). El ejemplar pesaba 300 kg y medía 3,98 m de largo y 2,2 m de ancho.

## Distribución y hábitat
Se sabe que la raya gigante de agua dulce habita en varios grandes ríos y estuarios asociados de Indochina y Borneo. En Indochina, se encuentra en el río Mekong hasta potencialmente tan arriba como Chiang Khong en Tailandia, así como en los ríos Chao Phraya, Nan, Mae Klong, Bang Pakong, y Tapi, también se encuentra en Bueng Boraphet pero ahora está completamente extinta. En Borneo, esta especie se encuentra en el río Mahakam, en Kalimantan, y en los ríos Kinabatangan y Buket, en Sabah; según los informes, es común en el río Kinabatangan, pero se captura con poca frecuencia. Aunque también se ha señalado su presencia en Sarawak, los estudios realizados en los últimos 25 años no la han encontrado allí. En otros lugares de la región, los estudios fluviales recientes en Java no han registrado su presencia, a pesar de que la isla es la localidad del holotipo de la especie.
Los registros históricos del río Ganges, en la India, y del golfo de Bengala como Trygon fluviatilis son posiblemente Himantura fluviatilis, aunque se ha confirmado su presencia los ríos Kaladan y Mayu, en Birmania, en 2022.
Poblaciones disjuntas de la raya gigante de agua dulce en drenajes fluviales separados están probablemente aisladas entre sí; aunque la especie se da en ambientes salobres, no hay pruebas de que cruce aguas marinas. Se trata de una especie que vive en el fondo y prefiere los hábitats arenosos o fangosos. Inesperadamente, a veces puede encontrarse cerca de zonas urbanas muy pobladas.

## Biología y ecología
La dieta de la raya gigante de agua dulce consiste en pequeños peces bentónicos e invertebrados como crustáceos y moluscos, que puede detectar utilizando sus ampollas electrorreceptoras de Lorenzini. A menudo se pueden ver individuos en la orilla del río, posiblemente alimentándose de lombrices de tierra. Los parásitos documentados de esta especie incluyen las tenias Acanthobothrium asnihae, A. etini, A. masnihae, A. saliki, A. zainali, Rhinebothrium abaiensis, R. kinabatanganensis, y R. megacanthophallus. La raya gigante de agua dulce es vivípara, con los embriones en desarrollo alimentados inicialmente por el vitelo y posteriormente por histótrofos («leche uterina») proporcionados por la madre.  Esta especie no parece ser diádroma (migra entre agua dulce y salada para completar su ciclo vital). El tamaño de las camadas observadas oscila entre una y cuatro crías; los recién nacidos miden unos 30 cm (12 pulgadas) de diámetro. Es frecuente encontrar hembras preñadas en estuarios, que pueden servir de zonas de cría. Los machos alcanzan la madurez sexual cuando miden aproximadamente 1,1 m (3,6 pies); se desconoce el tamaño de maduración de las hembras y otros detalles de su historia vital.

## Interacción con los humanos

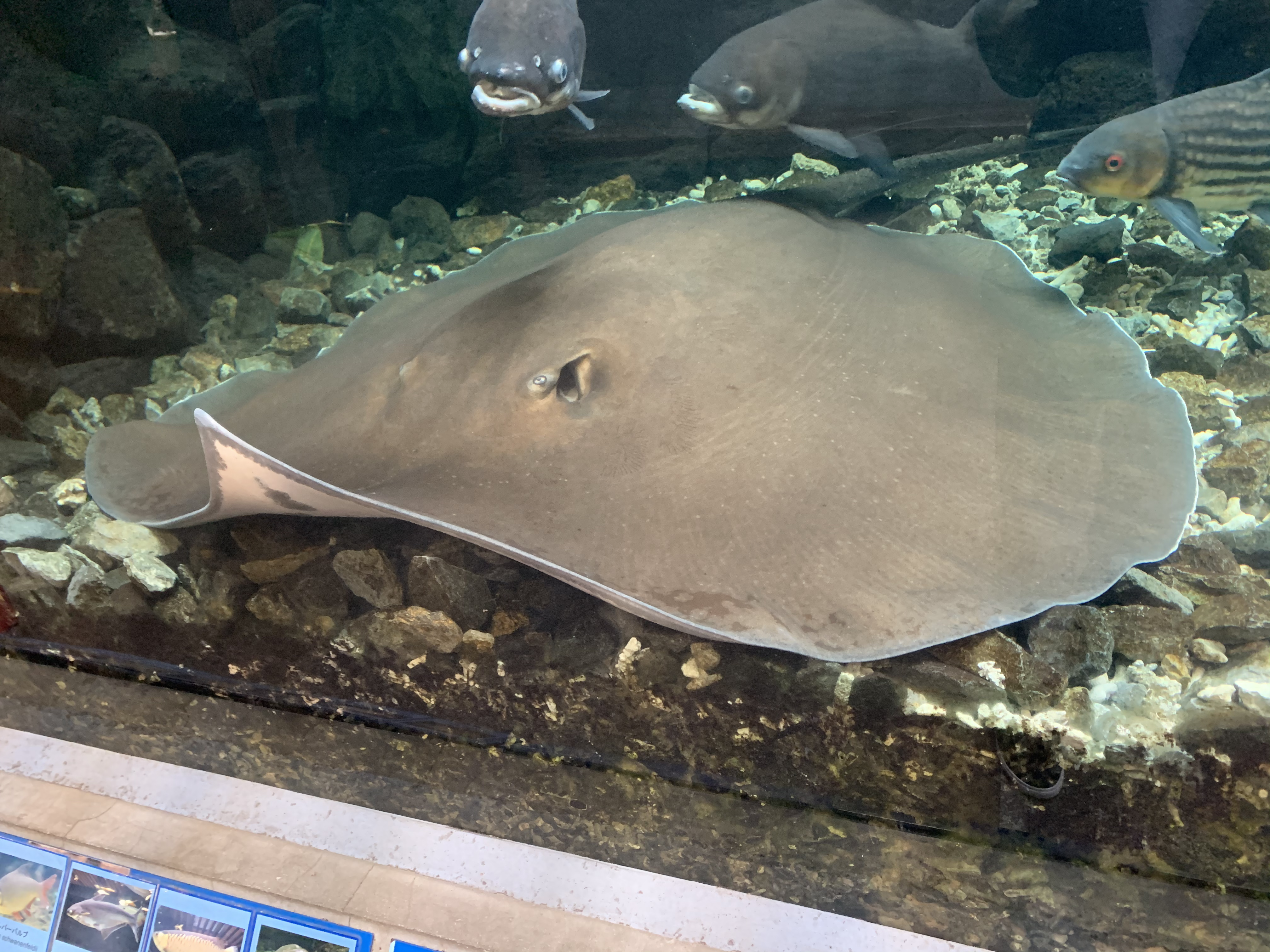
Exposición de rayas en el acuario

La raya gigante de agua dulce no es agresiva, pero su aguijón está recubierto de una mucosidad tóxica y es capaz de perforar los huesos. En toda su área de distribución, esta especie es capturada incidentalmente por pescadores artesanales que utilizan palangres y, en menor medida, redes de enmalle y trampas para peces. Tiene fama de ser difícil y larga de capturar; una raya enganchada puede enterrarse bajo grandes cantidades de lodo, resultando casi imposible levantarla, o arrastrar embarcaciones a grandes distancias o bajo el agua. Se utilizan la carne y el cartílago; los ejemplares grandes se cortan en trozos de un kilogramo para la venta. A pesar de ello, los pescadores suelen matar o mutilar a los adultos que no se utilizan como alimento. En los ríos Mae Klong y Bang Pakong, la raya gigante de agua dulce también es cada vez más objeto de pesca deportiva y de exhibición en acuarios públicos. Estas tendencias plantean problemas de conservación; la primera porque la captura y liberación no se practica universalmente y se desconoce la tasa de supervivencia tras la liberación, y la segunda porque esta especie no sobrevive bien en cautividad.
Las principales amenazas para la raya gigante de agua dulce son la sobrepesca y la degradación del hábitat como consecuencia de la deforestación, la urbanización y la construcción de presas. La construcción de presas también fragmenta la población, reduciendo la diversidad genética y aumentando la susceptibilidad de las subpoblaciones resultantes a la extinción. Debido a su baja tasa de reproducción, la raya gigante de agua dulce no es resistente a las presiones antropogénicas. En el centro de Tailandia y Camboya, se estima que la población se ha reducido entre un 30 y un 50% en los últimos 20-30 años, con descensos tan graves como del 95% en algunos lugares. El tamaño de las rayas capturadas también ha disminuido significativamente; por ejemplo, en Camboya el peso medio de una raya desembarcada ha bajado de 23,2 kg (51 lb) en 1980 a 6,9 kg (15 lb) en 2006. Se desconoce en gran medida el estado de las poblaciones en otras zonas, como Borneo. Como resultado de los descensos documentados, la Unión Internacional para la Conservación de la Naturaleza (UICN) ha clasificado a esta especie como En Peligro en general y En Peligro Crítico en Tailandia. En la década de 1990, el gobierno tailandés inició un programa de cría en cautividad en Chai Nat para reforzar la población de esta y otras especies de rayas de agua dulce hasta que se pudiera remediar el problema de la degradación del hábitat. Sin embargo, en 1996 el programa quedó en suspenso.